# 멤논제비나비
멤논제비나비(Great Mormon)는 호랑나비과 호랑나비속에 속하는 나비의 일종이다. 종명 memnon은 그리스 신화에 나오는 에티오피아의 왕 멤논을 의미한다.

## 분포
동남아시아와 인도네시아의 크고 작은 섬들에서 중국 대륙, 대만을 거쳐 일본까지 분포한다. 한반도에서는 미접이며 2004년에 전라남도 완도에서 채집되어 2006년에 처음 기록되었다. 그 후 관찰 기록은 없다.
일본에서의 분포역은 긴키 지방 이남에서 류큐 열도까지로, 일본에서는 남방계의 종류이지만, 에도시대에 규슈 이남에 한정되어 있던 만큼 분포는 확대되고 있다. 1940년대에는 야마구치현 서부나 고치현 남부, 1960년대에는 아와지섬으로 서서히 북상해, 21세기에는 후쿠이현이나 가나가와현 서부의 태평양 쪽으로의 북상이 확인되고 있다. 최근에는 이바라키현 남서부에서 2007년에 다수 확인되어, 또 도치기현 남부에서 2009년에 급증하는 등, 간토 북부에서의 증가가 현저하고, 게다가 2009년에는 후쿠시마현 이와키시에서 유충, 동현 다테시나 미야기현 나토리시에서 성충이 확인되고 있다. 이러한 분포의 변천으로부터 이 종은 온난화의 지표종으로서 주목받고 있다.

## 특징
성충의 날개 편 길이는 60-80mm 정도로, 한반도에서 기록된 나비 중에서는 무늬박이제비나비(미접)나 왕나비에 이은 대형 나비이다. 암컷이 수컷보다 크다. 호랑나비속 중에서는 날개가 크고 넓으며 뒷날개에 꼬리돌기가 없는 것이 특징이지만, 암컷에게 꼬리돌기가 나타나는 '꼬리돌기형'도 있는데, 대만에 그 수가 많다. 꼬리돌기형은 한국에서는 기록된 적이 없으며, 일본에서는 큐슈 남부 등에서 이따금 기록된다.
호랑나비속 중에서는 드물게 성적 이형이 뚜렷하다. 날개의 끝부분에 붉은색 반점이 있는 것은 암수 공통으로, 수컷의 날개는 전체가 검고 뒷날개의 바깥쪽에는 붉은 반점이 있다. 암컷은 뒷날개의 중앙부에 흰색의 얇은 반점이 있으며, 그 외연에는 붉은 무늬가 있다. 백색부는 시맥과 그 주변이 검고, 안쪽이 희다. 수컷은 남방제비나비, 암컷은 무늬박이제비나비와 유사하지만, 날개 끝에 꼬리돌기가 없기 때문에 구별할 수 있다.
일본에서는 남쪽 지역으로 갈수록 암컷의 백색부가 넓어지는 경향이 있어, 규슈나 오키나와에서는 앞날개까지 흰 부분이 퍼진다. 특히 이리오모테섬의 개체군은 소수이지만 날개 전체에 흰 부분이 퍼져 있다. 다만 대만 남부의 개체에서는 오히려 희지 않은 경향이 있다.

## 생태
한국에서는 발견 사례가 거의 없어 생태에 대해 알려져 있지 않다. 일본 열도에서는 성충은 연3-6회, 4-10월 무렵에 발생한다. 일본에서는 마을 근처에서 잘 볼 수 있는 보통종이다. 각종 꽃에서 꿀을 빨며, 겨울은 번데기로 월동한다.
유충은 호랑나비와 같이 귤, 탱자나무 등 운향과의 식물을 먹이로 삼는다.. 어린 유충은 다른 호랑나비속과 마찬가지로 새의 배설물을 흉내낸 보호색을 하고 있지만, 별로 검지 않고 초록색이 강하다. 4령 유충의 시점에서 몸길이가 3cm 정도이며, 호랑나비의 종령유충과 별로 다르지 않는 크기이다.
종령유충(5령)은 전체 길이 4cm 정도로, 호랑나비에 비해 몸집이 크다. 또한 복부 배면에 흰색 무늬가 있는 것이 특징이다.

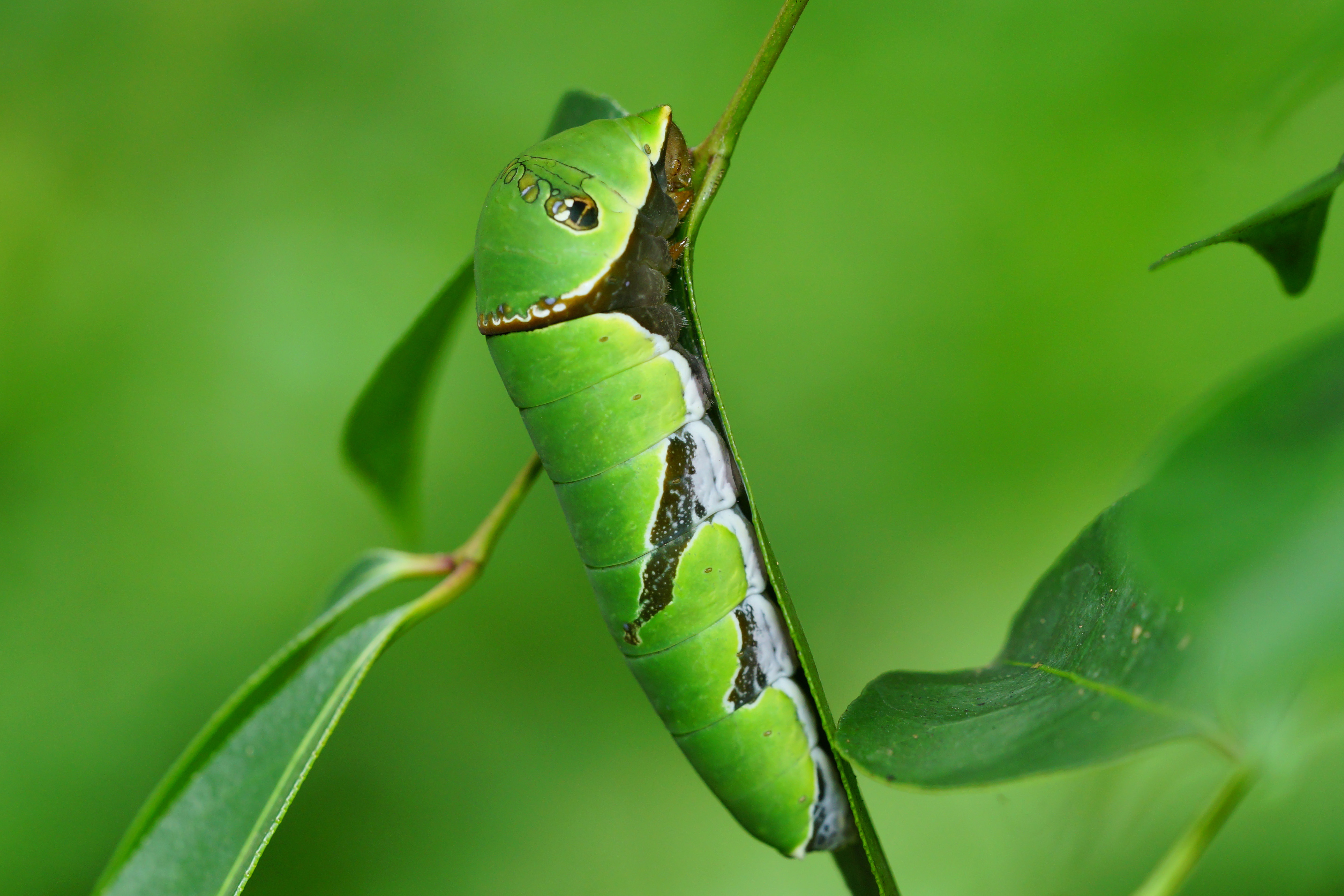
유충
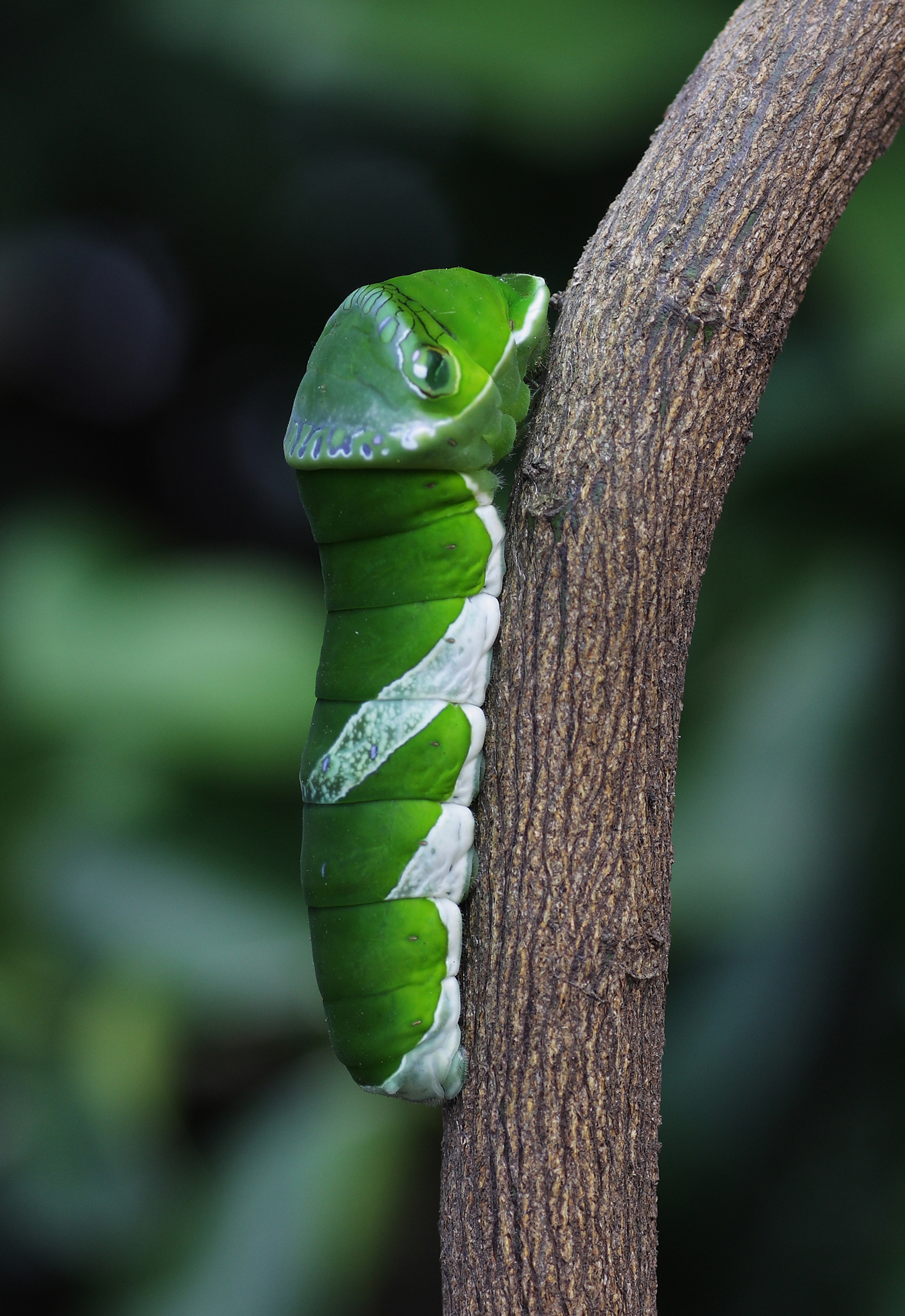
유충은 귤류의 잎을 먹이로 한다.
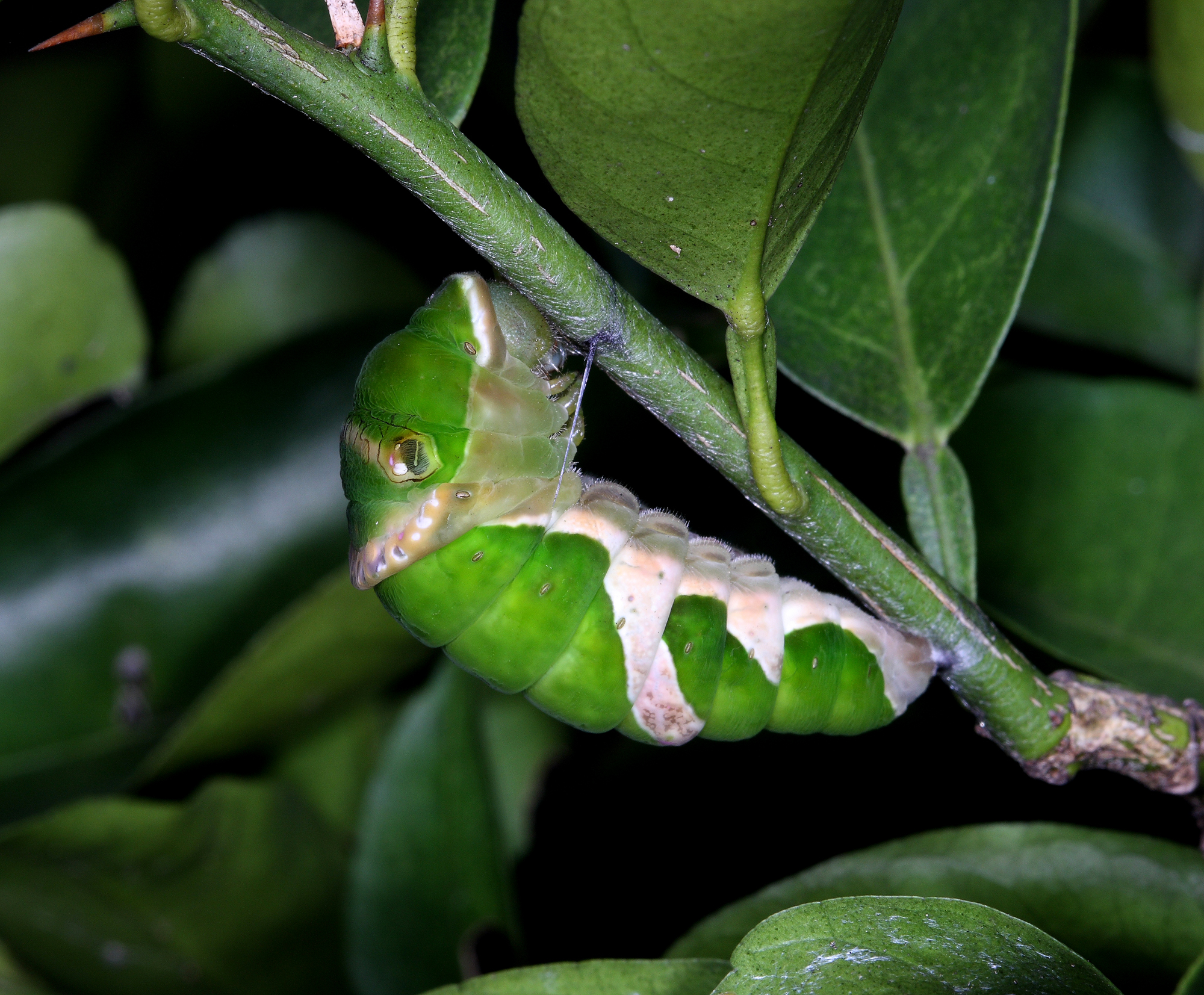
번데기가 되기 직전의 유충
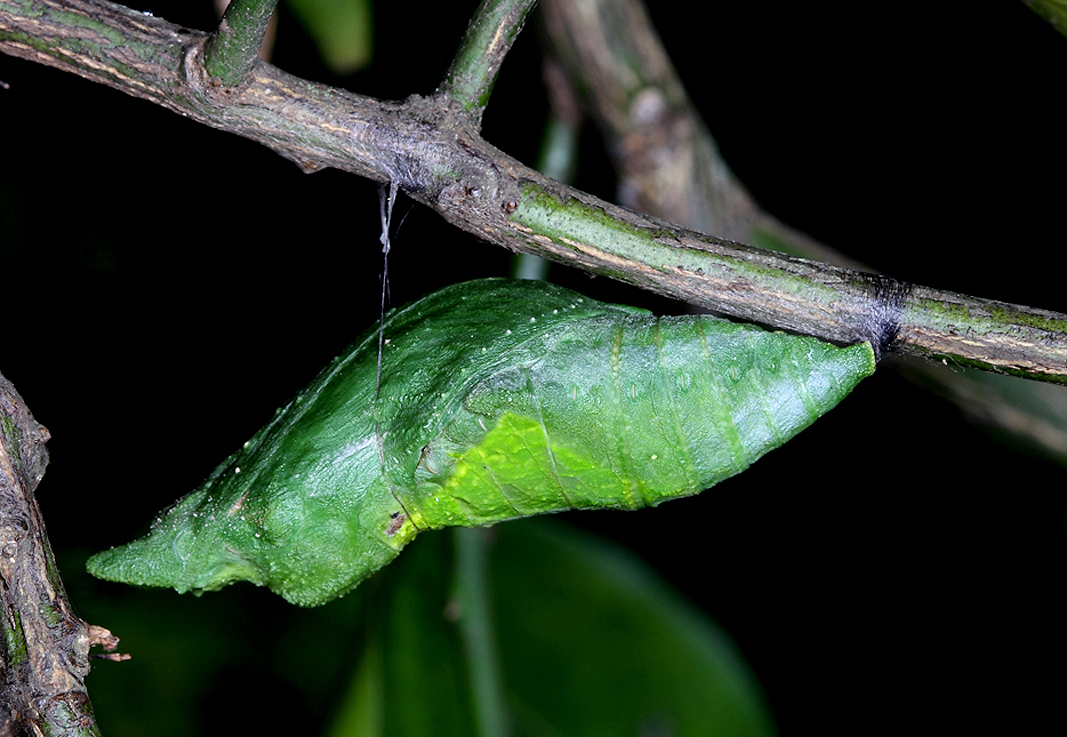
번데기
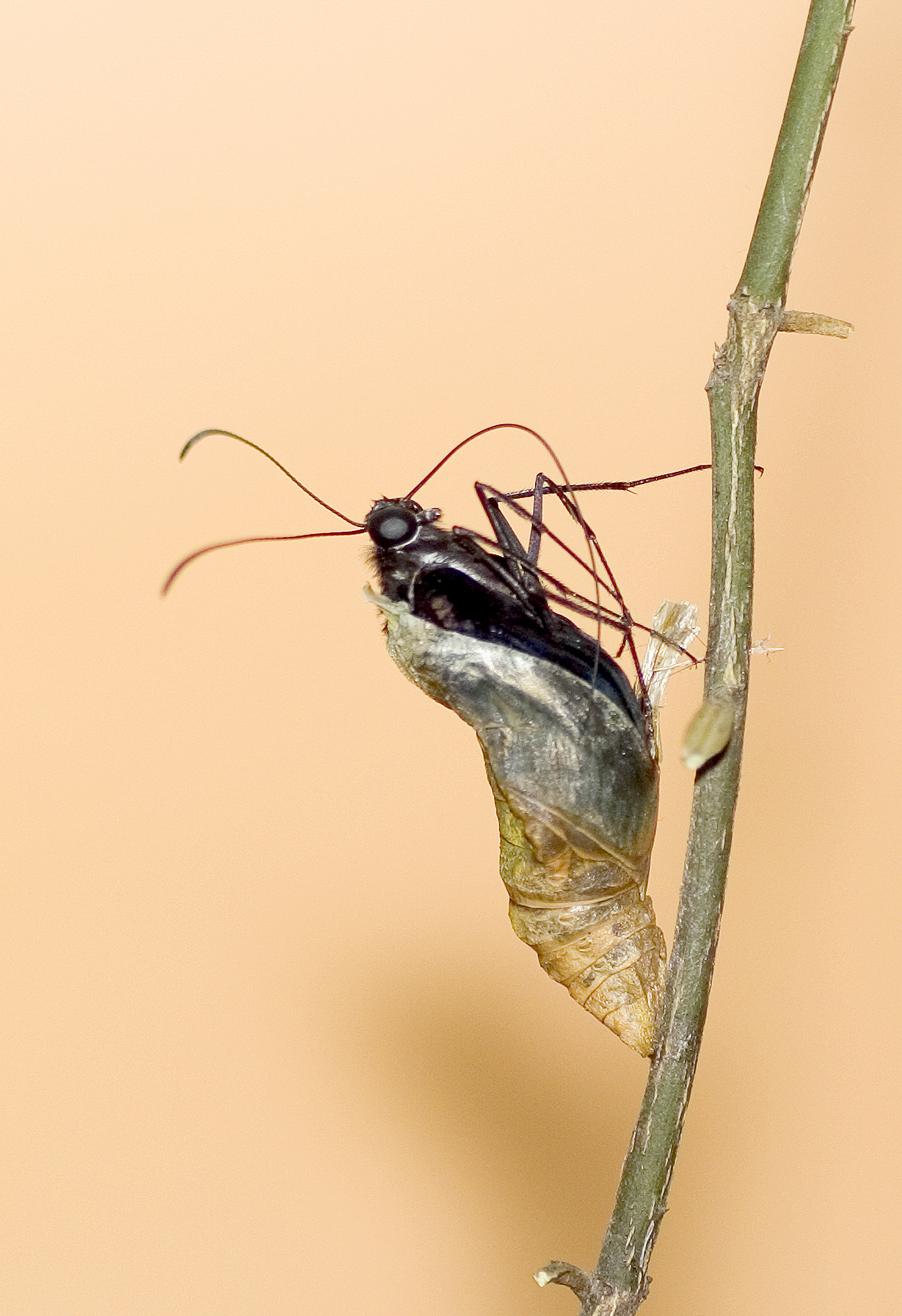
우화하는 모습
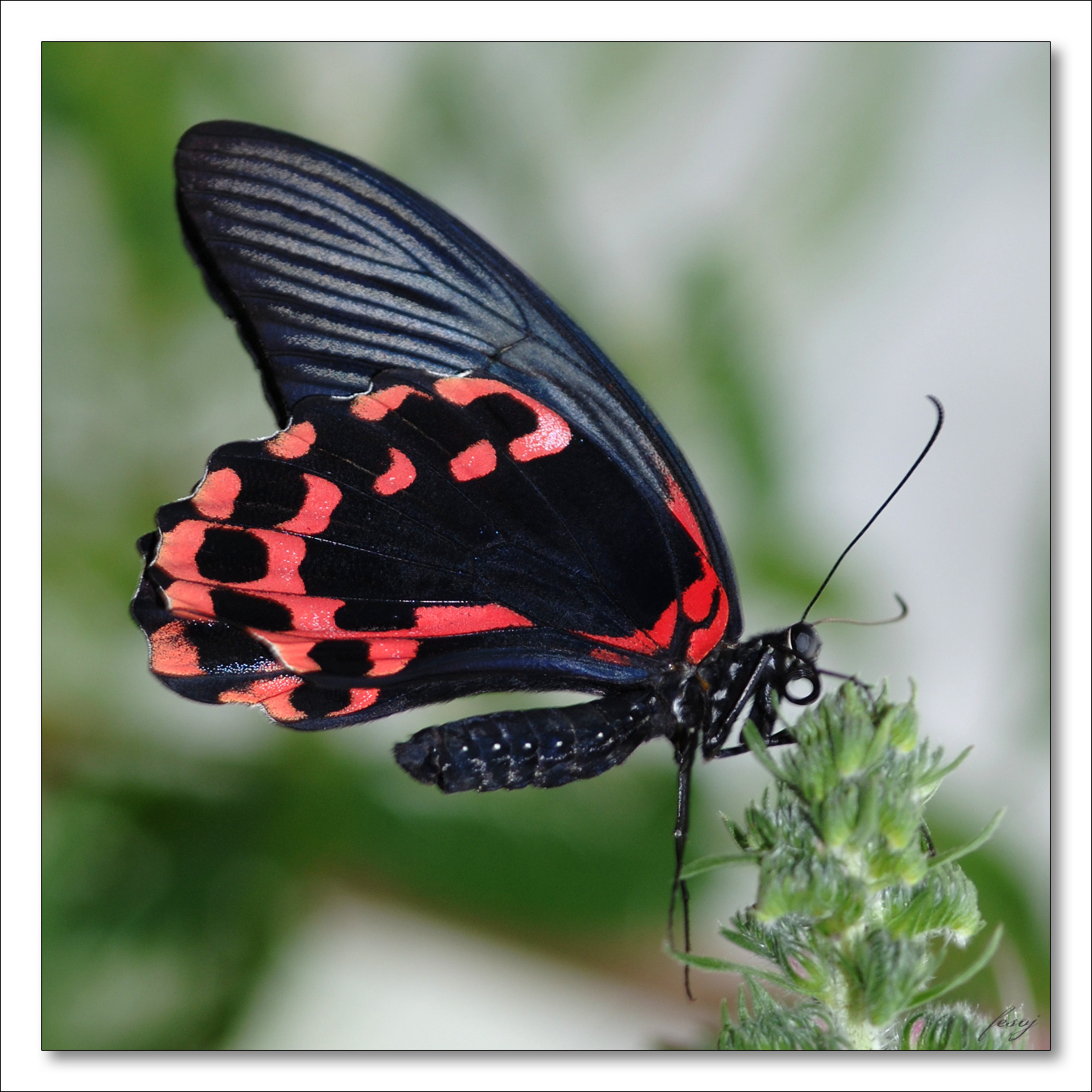
꽃꿀을 빨아먹는 성충(수컷)
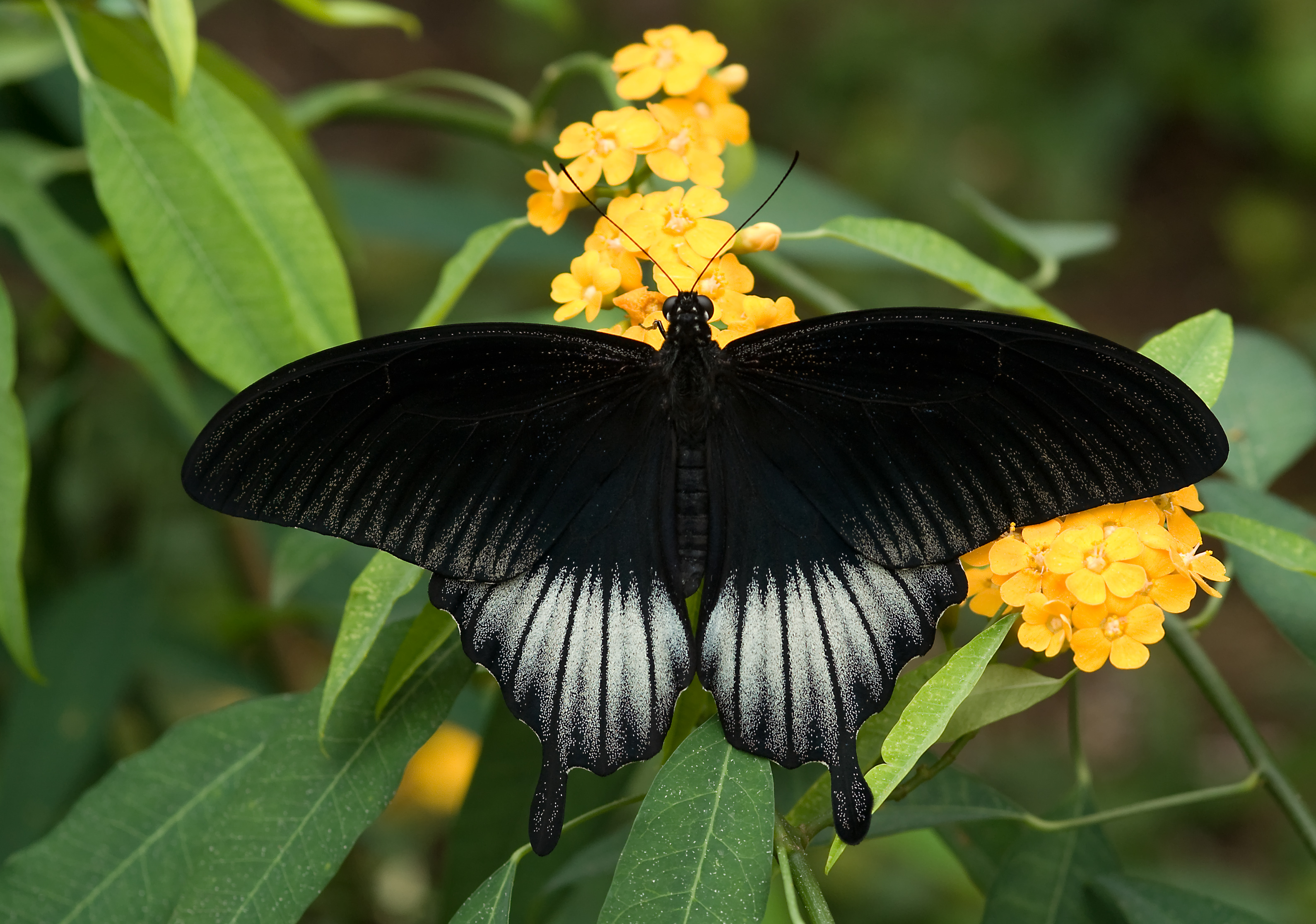
꽃꿀을 빨아먹는 성충(암컷)
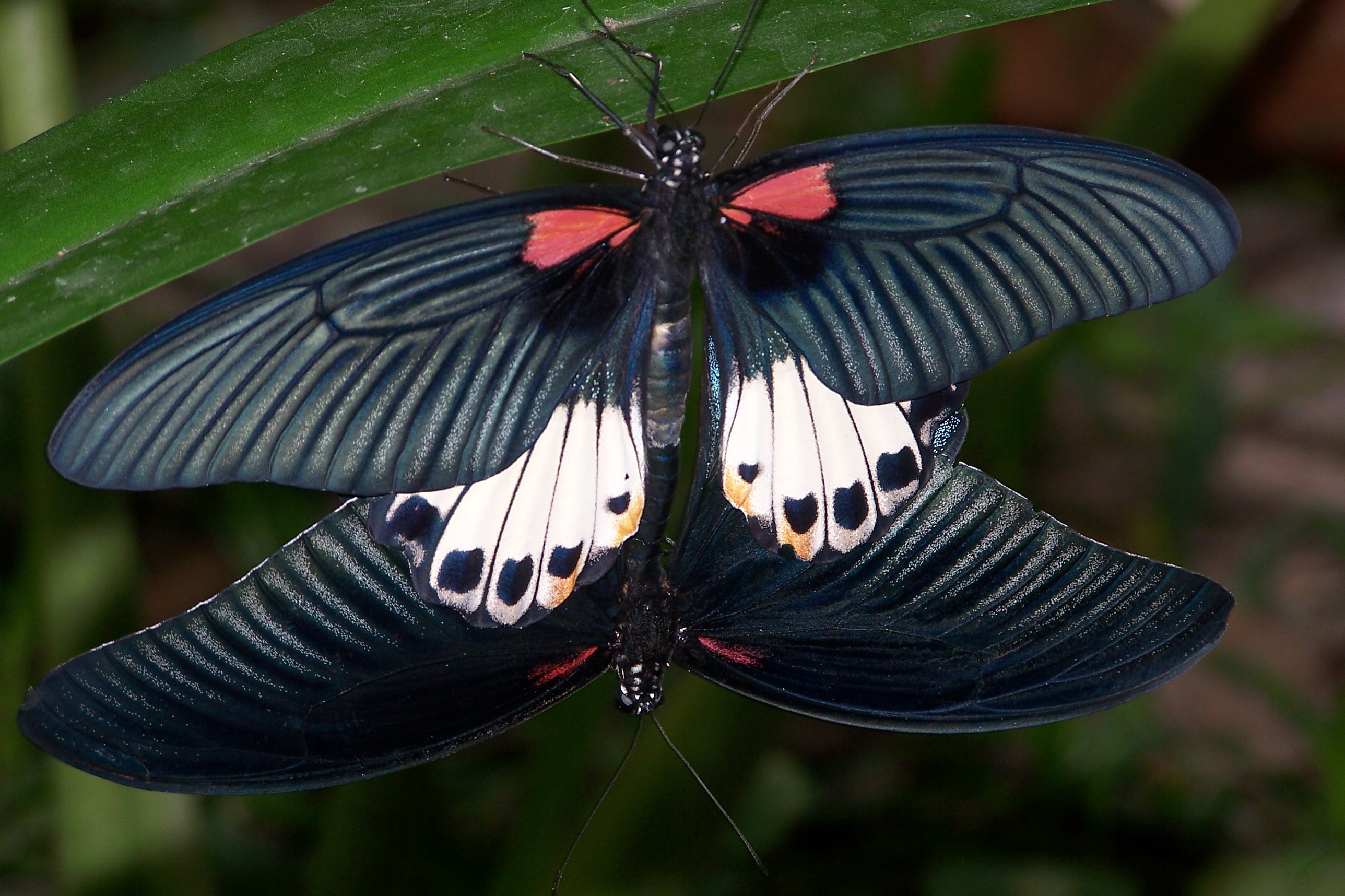
교미

## 아종
몇 개의 아종으로 나누어져 있으며, 한국에 분포하는 것은 아종이 알려져 있지 않으나 중국의 P. m. agenor 또는 일본에 분포하는 아종 P. m. thunbergi일 가능성이 있다. "agenor"는 그리스 신화에 나오는 페니키아의 왕 아게노르, "thunbergi"는 필리프 프란츠 폰 지볼트가 칼 페테르 툰베르그의 이름을
기리기 위해 붙인 것이다.. 중국 이름 '美凤蝶'는 아름다운 나비라는 뜻이다. 또 일본 이름인 '나가사키아게하(ナガサキアゲハ, 나가사키제비나비)'는 지볼트가 나가사키에서 최초로 채집했던 것에 유래한다.

## 참고 문헌
- 백문기, 신유항 (2014년 6월 9일). 《한반도 나비 도감》. 자연과생태. 162쪽. ISBN 978-89-974294-0-0.
- 이노마타 토시오(편집·해설); 마츠모토극신(사진) (2006년 6월). 《나비(蝶)》. 신장판산계피르드북스. 산과 계곡 출판사(山と溪谷社). ISBN 4-635-06062-4.
- 스다 신이치, 영번요시노부, 나카무라 야스히로, 하세가와대, 야노 카츠야 (2012년 4월 30일).  일본 나비류 보전 협회, 편집. 《일본의 나비》. 필드 가이드. 세이분도 요시미츠사. ISBN 978-4416712030.